# Muang Nan
Muang Nan är ett distrikt i Laos.   Det ligger i provinsen Louang Prabang, i den västra delen av landet, 170 km norr om huvudstaden Vientiane.